# Марк Метилий (трибун 217 пр.н.е.)
Марк Метилий (на латински: Marcus Metilius) е политик на Римската република през началото на 3 век пр.н.е. по време на Втората пуническа война. Произлиза от фамилията Метилии. Вероятно е брат или братовчед на Марк Метилий (народен трибун 220 пр.н.е.).
През 217 пр.н.е. той е народен трибун. Предлага народен избор (rogatio ad populum) на Сената и се избират Квинт Фабий Максим Кунктатор за диктатор и Марк Минуций Руф за началник на конницата, макар че един диктатор се избира от консула.
През 212 пр.н.е. е легат на консулите Апий Клавдий Пулхер и Квинт Фулвий Флак и участва във
Втората пуническа война.